# 全国選抜長良川中日花火大会
全国選抜長良川中日花火大会（ぜんこくせんばつながらがわちゅうにちはなびたいかい）は、かつて中日新聞社が1957年（昭和32年）から行っていた花火大会である。例年7月最終土曜日に岐阜県岐阜市の長良川河畔で開催されていた。なお、同じ場所で翌週に開催されていた岐阜新聞・岐阜放送主催の長良川全国花火大会と合わせて、「長良川花火大会」と呼ばれる場合がある。
2020年から2022年まで3年連続で開催中止となっており（後述）、2023年から長良川全国花火大会と統合して「ぎふ長良川花火大会」が開催された。これにより、事実上2019年の開催が最後となった。

## 概要
- 花火大会は昼の部と夜の部の二部構成となっている。
  - 昼の部は12時から行われる[6]。これは音花火・煙花火をメインとするもので、16時からは15分、10分、5分置きと間隔を縮めて打ち上げていく。
  - 夜の部は19時20分から行われる。これは日本煙火芸術協会特別作品銘品集をはじめとする花火が打ち上げられる。
- 打ち上げ数は約3万発と全国屈指の大規模な花火大会である。
- 1977年度から「観光客誘致、地域の活性化、観光資源の保全育成、市特有の観光資源等を広く宣伝することにより本市の観光の振興と発展を目的」として岐阜市が「全国選抜長良川中日花火大会補助金」として135万円（令和元年度）の補助金を支給していた[7]。
- 例年動員数は約30万人を超える。
  - 岐阜市の資料によると、動員数は2002年と2003年は40万人、2004年、2005年、2006年はそれぞれ25万人[8]、2017年、2018年、2019年はそれぞれ35万人としている[7]。

## その他
- 派手な取り組みを行ったことで知られる尾張藩第7代藩主の徳川宗春は、享保18年（1733年）9月12日の暮六ツ半（午後7時）頃、鵜飼見物に出掛けた際に舟から花火を見物している。この時は徳田（『岐阜鷺山史誌』では笠松町とする）より花火師が来て、珍しい花火を打ち上げている[9][10][11]。確認できる限り、これが長良川で打ち上げられた花火の最も古い記録であり、現在行われている長良川花火大会の先駆けといえる。
- 同じ場所で8月の第1土曜日に岐阜新聞・岐阜放送が主催する長良川全国花火大会が行われていた。この花火大会も打ち上げ約3万発と全国屈指の大規模な花火大会で、ひと夏に同じ場所で打ち上げ数3万発規模の花火大会が2回も行われるのは長良川河畔だけであった。
- 同じ7月の最終土曜日に岐阜新聞・岐阜放送が主催する岐阜新聞大垣花火大会が行われる。こちらの会場は当会場から15kmほどしか離れておらず、中間にある瑞穂市などでは両方の花火の音が混在して聞こえてくるのが通例である。
- 長良川全国花火大会が2015年からぎふチャンでテレビ中継を始めたことに対抗して、同年から大会が事実上終了した2019年までエフエム岐阜でホームページと連動した『耳で見る花火』[12]のタイトルで中継した。
- 2011年7月30日に開催予定だった第55回大会は、史上初めて中止となった。東日本大震災（東北地方太平洋沖地震）によるものである[13]。
- 2018年7月28日の第62回大会は台風12号接近のため8月25日に順延された。
- 2020年は2020年東京オリンピックが行われる予定だったため、警備員確保が困難などの事情で長良川全国花火大会と共に開催見送りが決定された。その後、新型コロナウイルス感染症の世界的流行を受けて、東京オリンピックの開催は1年延期（2021年開催）となり、両花火大会も2年連続で開催中止となった。2022年も新型コロナウイルスの影響などで、両花火大会も3年連続で開催中止となった[14]。2020年から2022年までは市民有志による長良川鵜飼屋花火大会が開催された。